# Aída Camaño
Aída Camaño   (Melo, 7 de maig de 1984) és una futbolista uruguaiana que exerceix de defensa del Club Náutico (Carrasco i Punta Gorda) i de la selecció femenina de l'Uruguai. També juga a futbol sala al Club Malvín.

## Carrera internacional
Camaño va representar Uruguai en tres edicions de Copa Amèrica Femenina (2003, 2006 i 2014), els Jocs Panamericans de 2007 i la Copa Amèrica Femenina de Fútbol Sala 2017.